# Otto Hildebrandt
Otto Hildebrandt (* 22. November 1924; † 7. November 2015) war ein deutscher Bergmann und Schriftsteller.

## Leben
Otto Hildebrandt wurde 1924 geboren. Als Schüler schrieb er gerne Abenteuergeschichten. Nach dem Besuch der Volksschule absolvierte er eine Malerlehre.
Im Zweiten Weltkrieg war er zunächst als Flakhelfer eingesetzt, 1943 musste er als Fußsoldat ins Feld. 1944 geriet er in sowjetische Kriegsgefangenschaft. Im Spätherbst 1945 kehrte er aus der Gefangenschaft nach Deutschland zurück.
Der Schutzverband Deutscher Autoren (SDA) nahm ihn im Frühjahr 1948 als Mitglied auf. Ab Sommer 1949 arbeitete er in verschiedenen erzgebirgischen Bergbauregionen, zuletzt im Uranbergbau in Johanngeorgenstadt. Etwa Anfang des Jahres 1950 ließ er sich in Gräfenhainichen nieder und wurde Volkspolizist, anschließend Kreisbibliothekar und Kulturhausleiter. Ende der 1950er Jahre erfolgte sein Wiedereinstieg in die Kohleförderung als Arbeitszüge zusammenstellender Rangierleiter im Fahrbetrieb des Braunkohlenkombinats Bitterfeld.
Hildebrandt veröffentlichte Beiträge in Anthologien und schrieb für die Gewerkschaftszeitung Tribüne. 1963 gewann er im literarischen Wettbewerb der Tribüne den 1. Preis. Zu seiner ersten Buchveröffentlichung kam es, nachdem er in Leipzig mit dem (Ost-)Berliner Verleger Alfred Holz zusammengetroffen war und sich die beiden über Hildebrandts Jagd-Hobby ausgetauscht hatten. Die auf eigenen Jagderlebnissen basierenden Geschichten tragen den Titel Die Jäger von der Hohen Jöst und erschienen 1971. Im selben Verlag kam ein Jahr später der Tiererzählungenband Begegnungen mit Tieren heraus, der allerdings mehrheitlich von einem zweiten Autor  bestritten wurde. 1975 legte Hildebrandt dann noch eine historische Erzählung im Verlag der Nation vor.
Im Jahr 2004 gründete er in Gräfenhainichen im Andenken an seine Frau die Ruth-und-Otto-Hildebrandt-Stiftung zur Unterstützung erkrankter und dadurch in Not geratene Menschen sowie zur Förderung junger Talente.
Kurz vor Vollendung seines 91. Lebensjahres starb er. Er wurde in Gräfenhainichen beigesetzt.

## Werke
- Die Jäger von der Hohen Jöst. Einband und Illustrationen von Reiner Zieger. Alfred Holz Verlag, Berlin 1971 (2.–5. Auflage: Edition Holz im Kinderbuchverlag; bisweilen mit dem Titelzusatz Erlebnisse eines Jägers. Tiergeschichten angegeben).
- (Mit Heinz Hunger:) Begegnungen mit Tieren. Alfred Holz Verlag, Berlin 1972.
- Die schwarze Margret. Historische Erzählung. Verlag der Nation, Berlin 1975.